# Byle (Norrtälje)
Byle is een plaats in de gemeente Norrtälje in het landschap Uppland en de provincie Stockholms län in Zweden. De plaats heeft 86 inwoners (2005) en een oppervlakte van 17 hectare. De directe omgeving van de plaats bestaat uit zowel landbouwgrond en bos als rotsen en de stad Norrtälje ligt ongeveer twintig kilometer ten oosten van het dorp.